# Sydney Tower

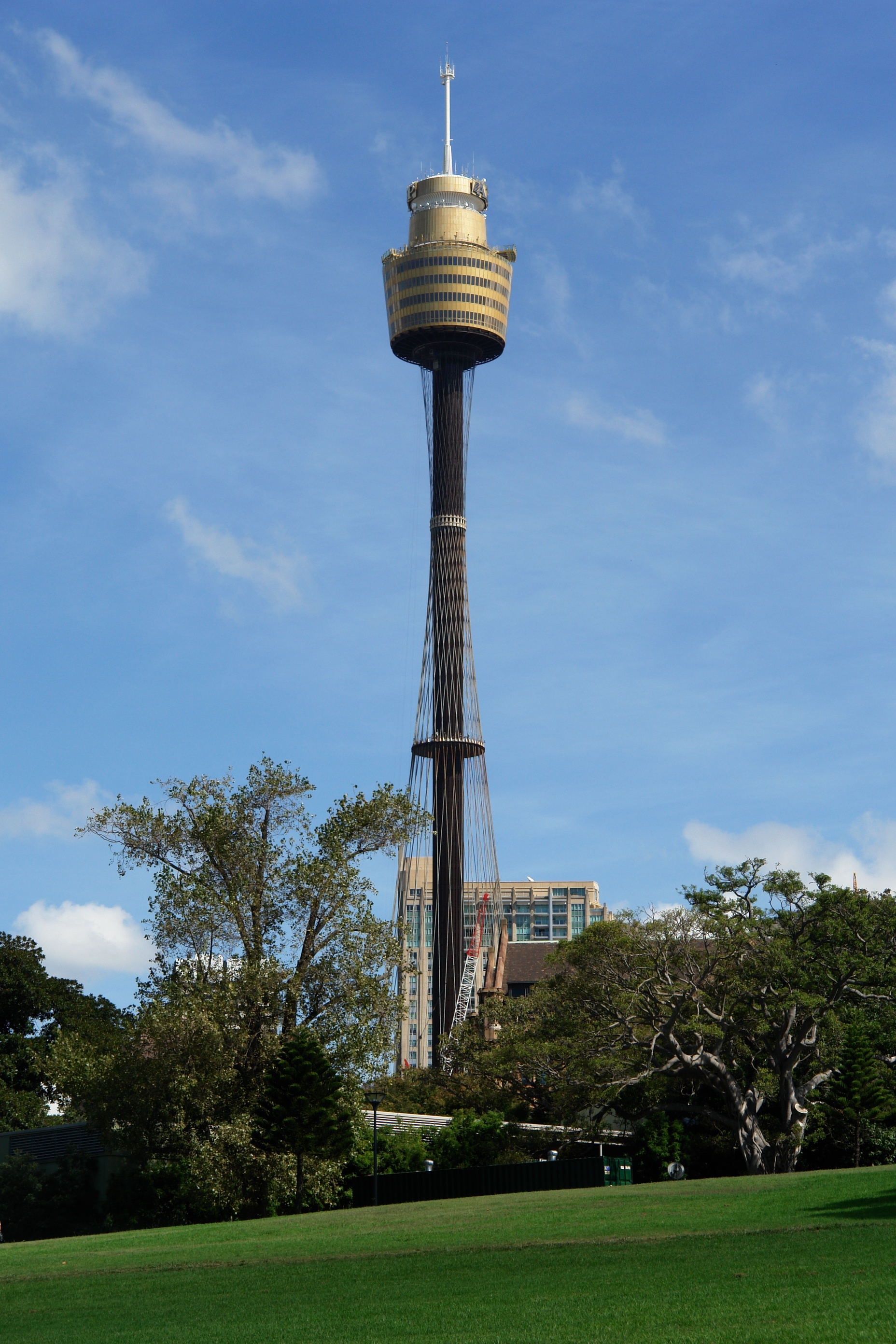
Sydney Tower

Sydney Tower (beter bekend als "Centrepoint Tower" of de "AMP Tower") is de hoogste constructie in Sydney en de rest van Australië. Tevens is het de op een na hoogste constructie van het zuidelijk halfrond (de hoogste is de Sky Tower in Nieuw-Zeeland).
De toren steekt 309 meter boven het zakencentrum van Sydney uit.
De uitkijkgalerij (250 meter hoog) is open voor het publiek. De ingang is op Market Street 100, tussen Pitt en Castlereagh Street, te bereiken vanaf het "Pitt Street warenhuis" en staat boven Centrepoint (een groot kantoor- en winkelcomplex). Vandaar dat de toren vaak "Centrepoint Tower" genoemd wordt.
Met de (goudkleurige) liften kan het publiek ook naar de top van de toren dat een restaurant heeft. De tafeltjes zijn naast het raam geplaatst (de hele verdieping heeft in de rondte een groot raam) op een plateau. Dit draait langzaam rond, zodat de gasten kunnen genieten van het schitterende uitzicht over Sydney. Sydney Opera House, Sydney Harbour Bridge en The Rocks zijn zichtbaar vanuit dit restaurant.
Vooral in de avond is het uitzicht magnifiek.
In 1970 werd begonnen met de bouw van het kantoorgebouw en de bouw van de toren begon in 1974. Het publiek kreeg in 1981 voor het eerst toegang tot de toren.